# ذو العمامة الزرقاء
ذو العمامة الزرقاء أو سيانوميترا (الاسم العلمي: Cyanomitra) هو جنس طيور ينتمي إلى تمير (فصيلة: التمير)